# Accord de libre-échange entre le Panama et la Colombie
L'accord de libre-échange entre le Panama et la Colombie est un accord de libre-échange signé le 20 septembre 2013.